# Ofrenda 4 de La Venta

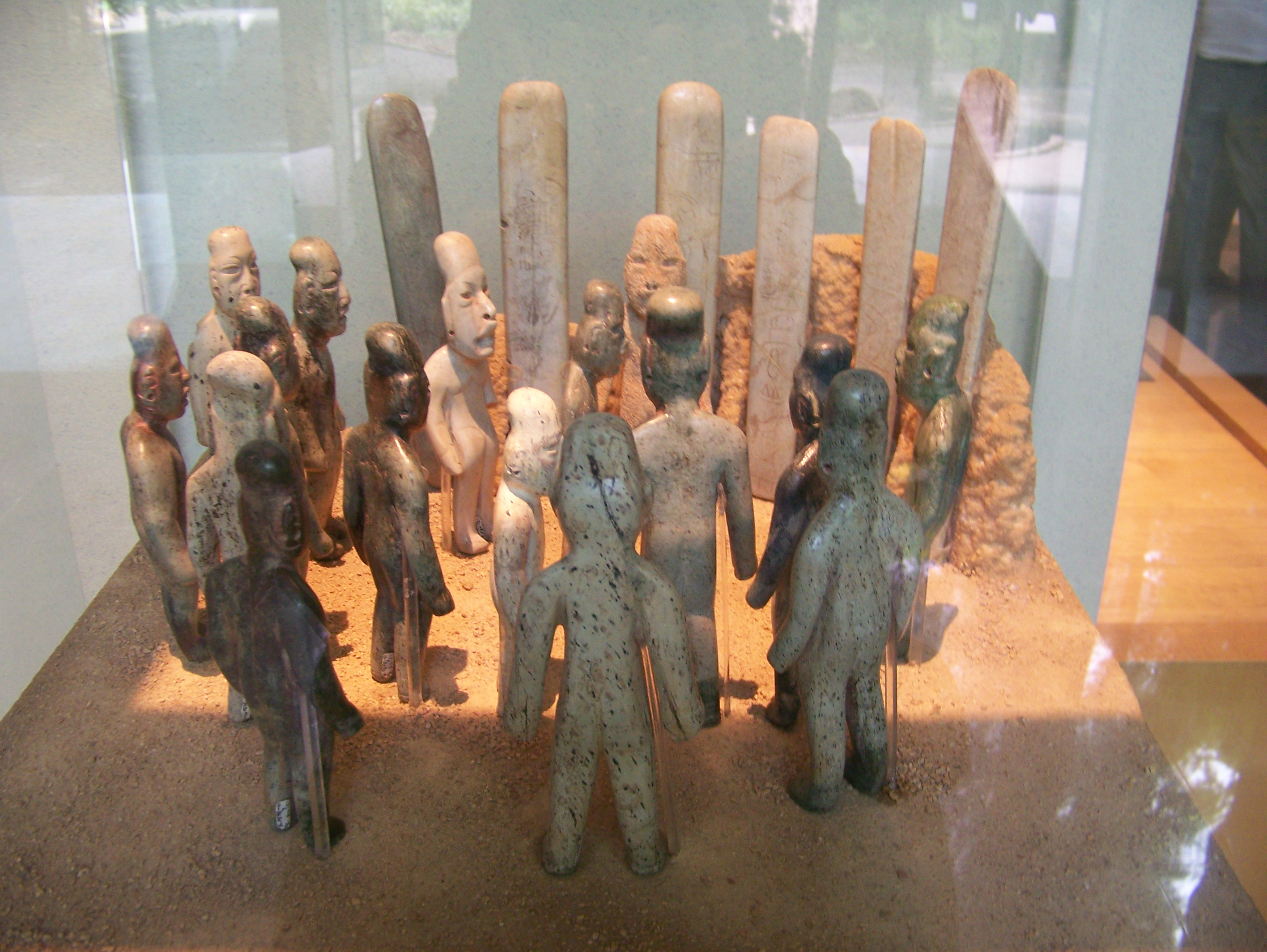
Otro aspecto de la Ofrenda 4 de La Venta, ubicada en el Museo Nacional de Antropología.

La Ofrenda 4 de la Venta es una ofrenda olmeca compuesta por 16 figurillas antropomorfas masculinas, talladas en distintas piedras, así como 6 hachas, constituye uno de los más extraordinarios descubrimientos siendo considerada una de las creaciones más distinguidas del mundo prehispánico, y es una de las primeras representaciones de una procesión en Mesoamérica. 
Esta escena representa un evento político religioso, probablemente una ceremonia en un espacio ritual. Fue encontrada en el complejo A, plataforma norte del sitio arqueológico de La Venta ubicado en el estado de Tabasco, México, enterrada en varias capas de arcilla de distintos colores que hacían referencia a los distintos niveles del cosmos.
Dicho descubrimiento fue realizado por el arqueólogo Eduardo Contreras en 1955, en la excavación codirigida por Philip Drucker y Robert Heizer, patrocinada por el Instituto Smithsoniano y supervisado por el Instituto Nacional de Antropología e Historia.

## Historia
Entre las décadas de 1940 y 1950 se llevaron a cabo una serie de investigaciones arqueológicas en el Complejo A de La Venta, un conjunto de plataformas al norte de la antigua ciudad que data del 1000 al 600 a. C., mismo que ha sido considerado por diversos especialistas en el campo como un recinto ceremonial de la civilización olmeca, además de ser el más explorado por los arqueólogos. Éstas, fueron financiadas por la National Geographic Society y el Instituto Smithsoniano, y encabezadas por investigadores de la Universidad de Berkeley.  

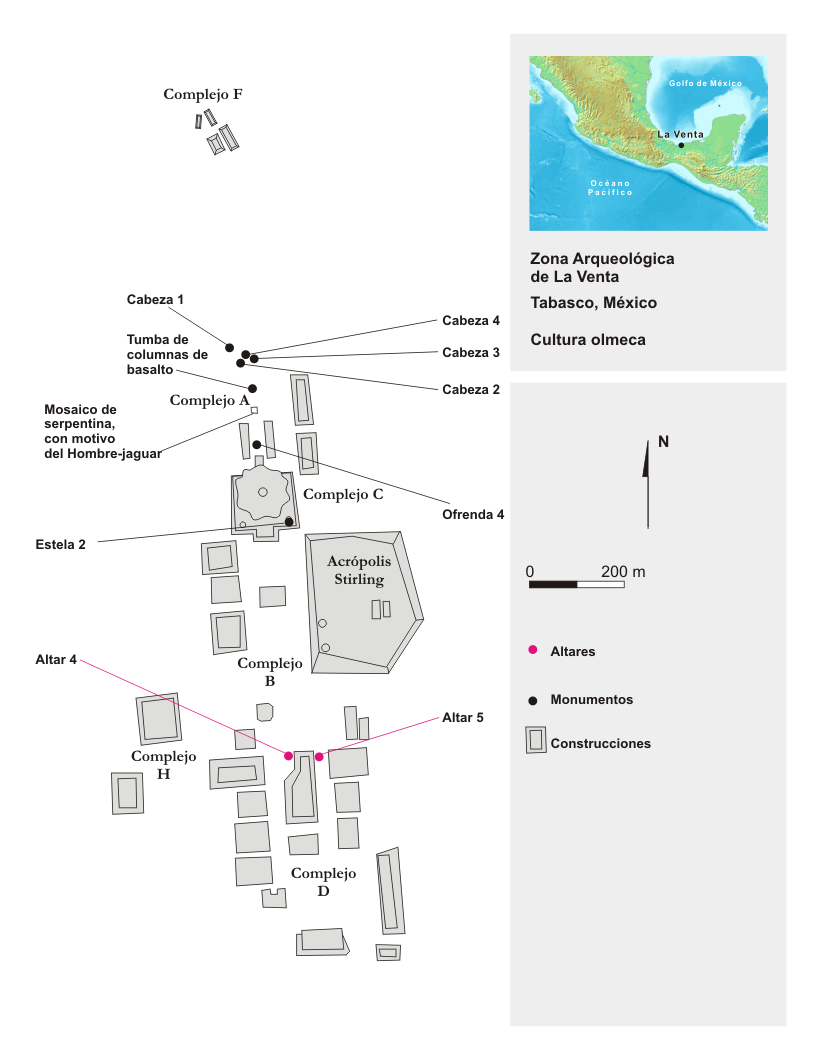
Plano de la zona arqueológica de La Venta

Durante la temporada de 1955, en que se pudo conocer a profundidad el recinto y se fechó su construcción en cuatro etapas: fase I (1000-900 a. C.); fase II (900-800 a. C.); fase III (800-700 a. C.) y fase IV (700-600 a. C.). La ofrenda en cuestión, fue localizada dentro de la parte norte del complejo, misma que fue ubicada cronológicamente en la fase III. Ésta se encontró de pie, clavada en arena café rojiza y cubierta por arena blanca, en un espacio que comprende unos 50 cm de largo y 35 de ancho, y cubierta en el sector exterior por cuatro capas de arena blanca, amarilla, rosada y anaranjada. Debido a esto y a los problemas climáticos de la zona, el registro arqueológico de las piezas tuvo complicaciones que llevaron a varias interpretaciones.
Como parte del convenio existente entre el Smithsoniano y el INAH, tres de las figurillas que constituyen el conjunto quedaron en custodia del primero por tiempo indefinido, y el resto quedaron en México en la sede del Museo Nacional, que en ese momento se encontraba en el Centro Histórico. Dichas piezas fueron reemplazadas con una reproducción. El 25 de diciembre de 1985, en que fueron robadas algunas piezas de las salas de exhibición, la Ofrenda 4 de La Venta fue tratada de sustraer de su vitrina, rompiéndose una de las copias; ante ello, pensaron que el conjunto en su totalidad era una reproducción, de ahí que ésta permaneciera en el Museo.
El 29 de mayo de 2012, el Smithsoniano devolvió las piezas a México, por lo que, desde esa fecha, la Ofrenda se encuentra completa en el Museo Nacional de Antropología.

## Descripción
| N.º | Objeto    | Alto (cm) | Ancho (cm) | Peso (gramos) | Material                                      |
| --- | --------- | --------- | ---------- | ------------- | --------------------------------------------- |
| 1   | Hacha     | 23.55     | 3.52       | 218.7         | Jadeíta albítica                              |
| 2   | Hacha     | 24.20     | 3.23       | 168.9         | Jadeíta albítica                              |
| 3   | Hacha     | 25.20     | 3.70       | Pendiente     | Jadeíta albítica                              |
| 4   | Hacha     | 24.90     | 3.90       | Pendiente     | Jadeíta albítica                              |
| 5   | Hacha     | 27.53     | 3.80       | 279.0         | Jadeíta albítica                              |
| 6   | Hacha     | 24.80     | 3.40       | 251.2         | Piroxenita                                    |
| 7   | Figurilla | 17.81     | 7.44       | 218.7         | Plagiogranito                                 |
| 8   | Figurilla | 16.90     | 6.34       | 217.7         | Serpentinita milonítica                       |
| 9   | Figurilla | 17.98     | 6.30       | 280.3         | Jadeitita                                     |
| 10  | Figurilla | 17.80     | 7.30       | 251.7         | Serpentinita milonítica                       |
| 11  | Figurilla | 18.00     | 6.90       | 248.1         | Serpentinita milonítica                       |
| 12  | Figurilla | 18.43     | 6.70       | 317.7         | Serpentinita milonítica                       |
| 13  | Figurilla | 17.91     | 6.85       | 274.9         | Serpentinita milonítica                       |
| 14  | Figurilla | 16.70     | 6.80       | 267.5         | Serpentinita milonítica                       |
| 15  | Figurilla | 17.19     | 7.40       | 312.4         | Serpentinita milonítica                       |
| 16  | Figurilla | 18.50     | 6.50       | 284.2         | Serpentinita milonítica                       |
| 17  | Figurilla | 18.30     | 6.40       | 285.4         | Serpentinita milonítica                       |
| 18  | Figurilla | 18.70     | 7.70       | 300.6         | Serpentinita milonítica                       |
| 19  | Figurilla | 20.00     | 7.50       | 303.5         | Serpentinita milonítica                       |
| 20  | Figurilla | 17.10     | 6.70       | 240.0         | Serpentinita milonítica                       |
| 21  | Figurilla | 19.20     | 7.50       | 306.8         | Serpentinita milonítica                       |
| 22  | Figurilla | 18.20     | 7.30       | Pendiente     | Roca de zoisita clorita, cordierita y cromita |